# Marie Gabrielle Éléonore de Bourbon
Marie Gabrielle Éléonore av Bourbon (Marie Anne Gabrielle Éléonore de Bourbon), född 22 december 1690 på slottet i Versailles, död 30 augusti 1760 i Villejuif, var dotter till Louis av Bourbon, prins av Condé och Louise Françoise de Bourbon, Mademoiselle de Nantes, en illegitim dotter till kung Ludvig XIV av Frankrike.
Hon blev 1706 nunna i Fontevraudklostret och 1723 abbedissa i klostret Saint-Antoine-des-Champs i Paris.